# Georg Tiebert
Georg Ernst Hermann Tiebert (* 4. August 1908 in Schöneberg bei Berlin; † 26. Januar 1989) war ein deutscher Jurist und leitender Ministerialbeamter beim Bundesministerium für Verkehr im Bereich des Verkehr und Finanzen der Deutschen Bundesbahn.

## Leben

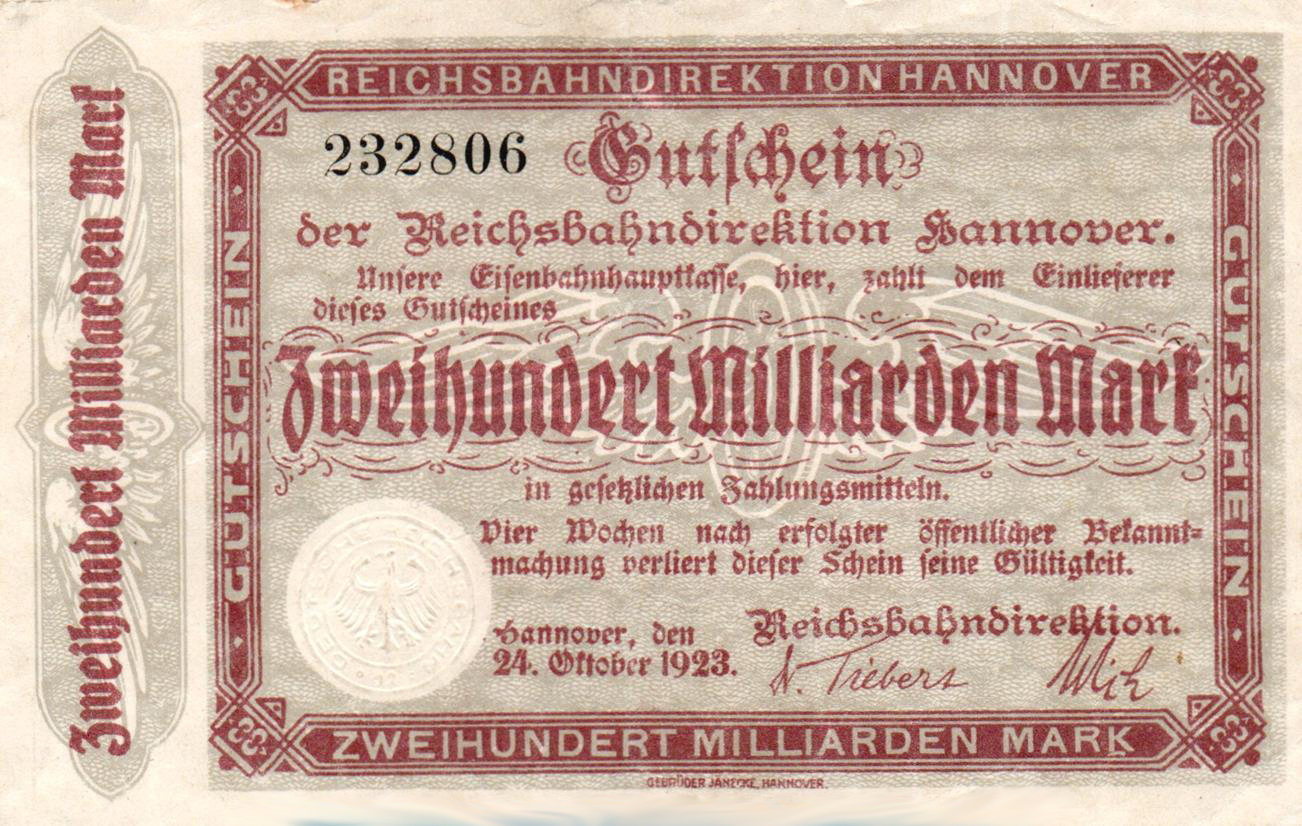
Notgeld der Reichsbahndirektion Hannover von 1923 über 200 Milliarden Mark; mit faksimilierter Unterschrift von Georg Tiebert senior

Georg Tiebert studierte Rechtswissenschaften an der Universität Göttingen, an der er 1931 seine Rechts- und Staatswissenschaftliche Dissertation zum Thema Die Wirkung der Eintragung ins Schiffsregister ablegte.
Von 1934 bis 1938 war Tiebert bei der Reichsbahndirektion Erfurt tätig, bevor er von 1938 bis 1939 in Chemnitz die Aufgaben des Vorstandes des Reichsbahnverkehrsamtes Chemnitz 2 wahrnahm.
Während des Zweiten Weltkrieges wirkte Tiebert von 1939 bis 1944 bei der Reichsbahndirektion Oppeln. Er nahm ab 1944 aktiv am Kriegsgeschehen teil und geriet in Kriegsgefangenschaft, aus der er erst 1948 entlassen wurde.
In der frühen Nachkriegszeit arbeitete Georg Tiebert von 1948 bis 1949 zunächst als Dolmetscher beim Hauptwagenamt in Frankfurt am Main, bevor er nach der  Gründung der Bundesrepublik Deutschland von 1949 bis 1952 in der Hauptverwaltung der Deutschen Bundesbahn in Frankfurt am Main wirkte. Während dieser Tätigkeit war er Mitglied auf der außerordentlichen Revisionskonferenz von 1950, pflegte seitdem besonders enge Beziehungen mit dem Zentralamt und zählte „zu den ganz wenigen Fachjuristen“, die während eines Vierteljahrhunderts ohne Unterbrechung an der Weiterentwicklung insbesondere der Einheitlichen Rechtsvorschriften für den Vertrag über die internationale Eisenbahnbeförderung von Personen (CIV) mitgewirkt haben, so auf der 7. Revisionskonferenz von 1961 und 1970 sowie auf den diplomatischen Konferenzen von 1966 und 1971 sowohl für die Schaffung wie auch die Inkraftsetzung der internationalen Zusatzübereinkommen der CIV.
Insgesamt arbeitete Georg Tiebert für rund zwanzig Jahre von 1953 bis 1973 im Bundesministerium für Verkehr (BMV) in Bonn. In diesen Jahrzehnten leitete er durchgängig das Referat E 3 beziehungsweise von 1967 bis 1972 das Referat E 3 I, zuständig für den Bereich Eisenbahnverkehr und -tarife. Im Zeitraum von 1958 bis 1961 beriet Tiebert zudem die Bundesregierung im Kabinettsausschuss für Wirtschaft.
Ende September 1973 trat Georg Tiebert in den Ruhestand. Sein Grab befindet sich auf dem Friedhof in Bad Nenndorf.

## Schriften
- Die Wirkung der Eintragung ins Schiffsregister. Rechts- und staatswissenschaftliche Inauguraldissertation 1931 an der Universität Göttingen, Gebrüder Jänecke, Hannover 1931.

## Archivalien
Archivalien von und über Georg Tiebert finden sich beispielsweise
- in Form von Kabinettsprotokollen des deutschen Bundesarchivs[7]